# Leonardo Loredan
Leonardo Loredan (16 de noviembre de 1436 - 21 de junio de 1521), también conocido como Leonardo Loredano, fue un italiano que ejerció como dux de Venecia desde el 2 de octubre de 1501 hasta su muerte, ocurrida en el curso de la Guerra de la Liga de Cambrai. Fue un político hábil y sabio que logró proteger a Venecia en un periodo tumultuoso de su historia.
Tras el fallecimiento del papa Alejandro VI en 1503, Venecia ocupó varios territorios de los Estados Pontificios del norte. Sin embargo, una vez que Julio II fue elegido sucesor de Alejandro, el dux Loredan tenía la esperanza de que la ocupación veneciana de los territorios pontificios fuera aceptada por el nuevo papa, el cual en el pasado había demostrado simpatía hacia Venecia, siendo incluso denominado «Il Veneziano». Sin embargo, Julio II excomulgó a la república veneciana y unió en su alianza a los Estados Pontificios en alianza con Francia, el Sacro Imperio Romano Germánico y otros estados cristianos, estallando en 1508 la Guerra de la Liga de Cambrai. 
En 1509 se libró la batalla de Diu en India, donde la flota portuguesa venció a las flotas de mamelucos y otomanos que habían sido transferidas del mar Mediterráneo al mar Rojo con ayuda de los venecianos. La derrota marcó el fin del rentable comercio de las especias, en el que los venecianos realizaban el intercambio comercial con los mamelucos en Egipto y posteriormente monopolizaban su venta en el continente europeo, obteniendo grandes beneficios.
Después de sufrir una grave derrota ante las fuerzas de la Liga de Cambrai en la batalla de Agnadello en 1509, los territorios de Venecia en Italia se redujeron exponencialmente. Poco después, Padua, territorio estratégico que pertenecía a Venecia y denominado «Terra Ferma» por estar ubicado en tierra firme, cayó ante los enemigos, situación que puso en peligro a la misma Venecia. El dux Loredan unificó a la población y pidió a sus súbditos el sacrificio y la movilización total para recuperar los territorios.
Padua fue recuperada, sin embargo, Venecia fue forzada a aceptar un tratado de paz en febrero de 1510 con el Papado, en el que se vio obligada a unirse como aliada de Julio II, al advertir el Papado que la penetración de los franceses en Italia era un peligro mayor que el poderío veneciano. 
No obstante, Julio II aún temía el poderío de Venecia y se negó a permitir que los venecianos adquirieran definitivamente los territorios que habían ganado a los franceses durante las campañas de 1511 y 1512. Julio II murió en febrero de 1513 y su sucesor, León X, mantuvo la negativa a tolerar el fortalecimiento de Venecia. Loredan decidió vengarse, alineándose con el rey de Francia Luis XII y, tras la muerte de este, con su sucesor Francisco I, logrando recuperar en pocos años los territorios que habían perdido anteriormente y causando serias derrotas militares al papado, culminando en la Batalla de Marignano de diciembre de 1515.
La guerra terminó en 1516, logrando además el dux Loredan que León X fuera forzado a reconciliar numerosas deudas que tenían los Estados Pontificios con la familia Loredan, las cuales ascendían aproximadamente a un total de 500 000 ducados, una vasta suma de dinero para la época.

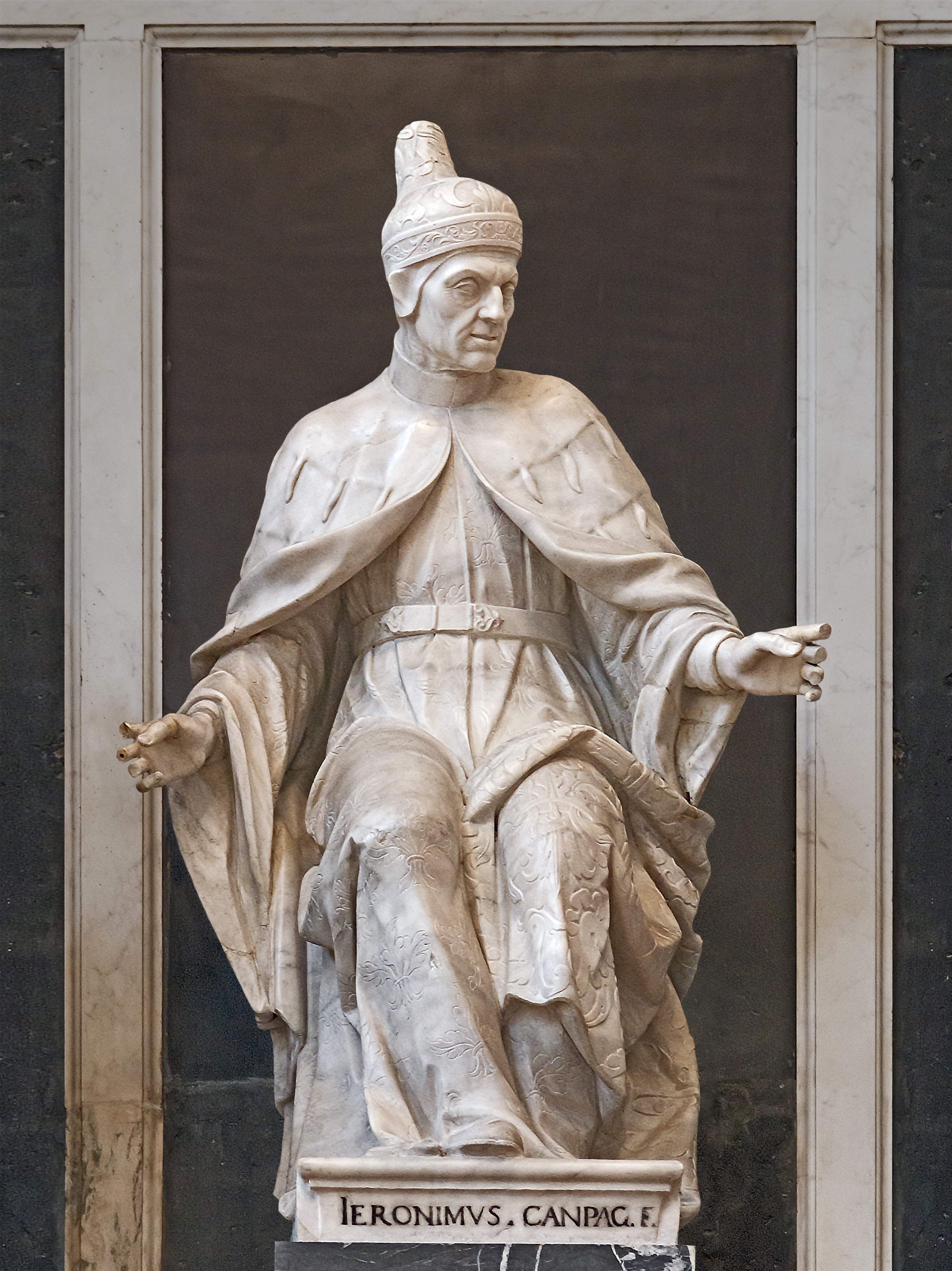
Su tumba en basílica de San Juan y San Pablo en Venecia

Loredan falleció el 21 de julio de 1521, quince días antes de su muerte Antonio Grimani había sido elegido su sucesor. Fue sepultado en la basílica de San Juan y San Pablo en Venecia, a la derecha del altar mayor.